# Wasserturm (Hochheim am Main)

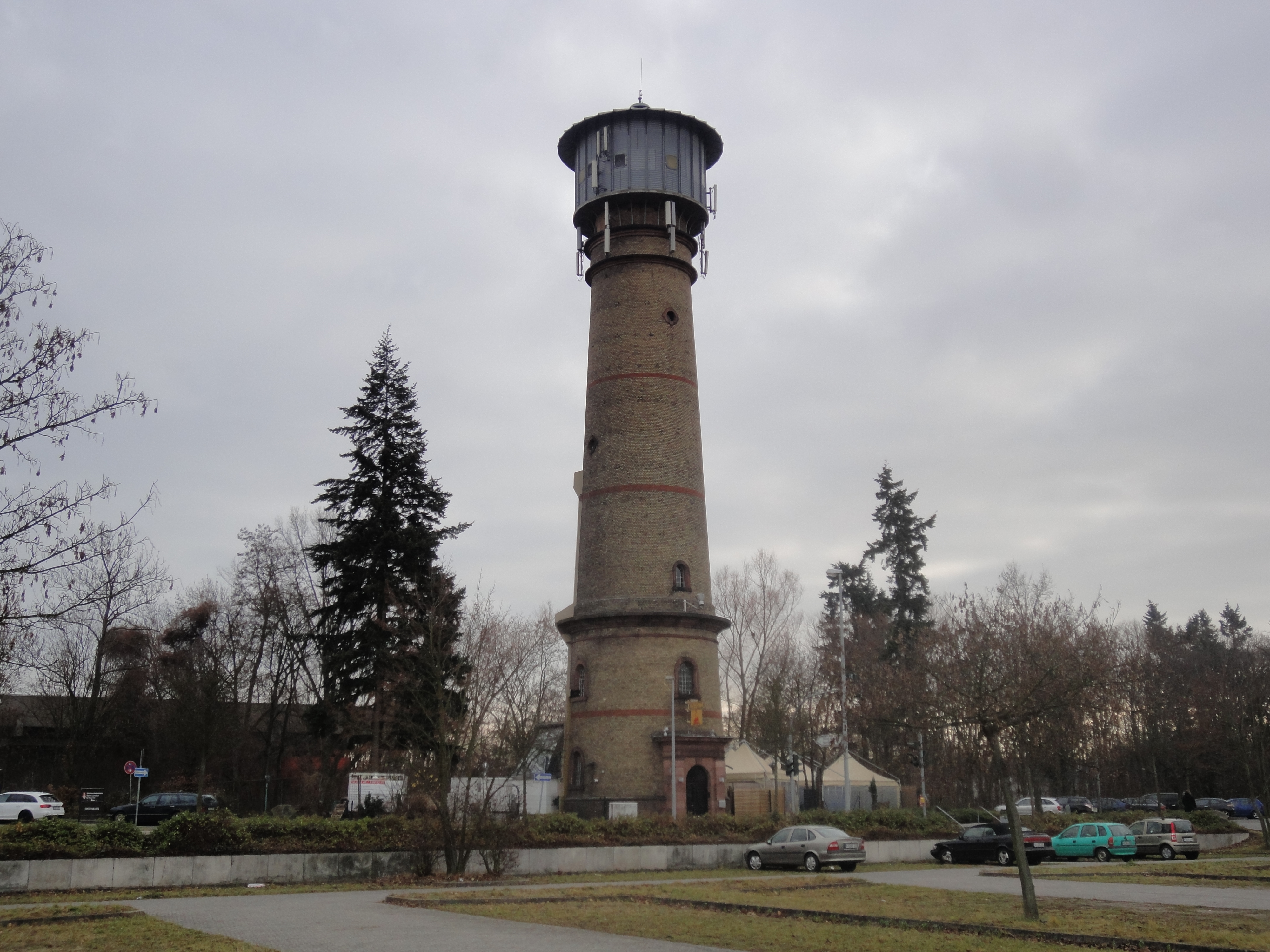
Der Wasserturm

Der Wasserturm in Hochheim am Main im Main-Taunus-Kreis des Bundeslandes Hessen gilt als Denkmal der Technikgeschichte. Er wurde 1896 nach technischen Plänen des Amberger Ingenieurs Heinrich Joseph Kullmann errichtet. In seiner ursprünglichen Funktion seit 1966 nicht mehr benötigt, wurde der Turm 1983 einer gastronomischen Nutzung zugeführt.

## Geographische Lage
Der Wasserturm steht im Norden der Kernstadt an der Massenheimer Landstraße (Hausnummer 3), die als Kreisstraße K 782 zum Stadtteil Massenheim führt.

## Geschichte
Im 19. Jahrhundert basierte die Versorgung von Hochheim auf dezentralen Brunnen, die allerdings eine schlechte Wasserqualität aufwiesen. Der Ort erhielt deshalb ein 1897 in Betrieb genommenes örtliches Wasserwerk. Für die zentrale Trinkwasserversorgung waren neu gebohrte Tiefbrunnen, aber auch ein Wasserturm erforderlich. Dieser wurde 1896 auf Basis der Pläne des in Hochheim gebürtigen, nunmehr in Amberg wohnhaften Ingenieurs Heinrich Joseph Kullmann erbaut.
Hochheim und einige Nachbargemeinden entschieden sich 1964, den gemeinsamen Wasserversorgungsverband Main-Taunus-West zu gründen und die Wasserversorgung auf die Riedquellen bei Biebesheim umzustellen. Eine bereits bis Eddersheim reichende Leitung wurde bis Nordenstadt verlängert und eine Abzweigung nach Hochheim verlegt. Der Wasserturm verlor seine Funktion und wurde 1966 stillgelegt. Der marode Hochbehälter wurde 1972 inklusive der zugehörigen Leitungs- und Maschinentechnik demontiert. Die Sprengung des restlichen Turms durch eine Pioniereinheit der Bundeswehr wurde erwogen, aber verworfen. 1983 erfolgte der Umbau zur Gastronomie. Im August 1994 wurde der heutige Kopf aufgesetzt, der sich am früheren Wasserbehälter orientiert. Nach einem einjährigen Leerstand erfolgte 2020 eine umfassende Renovierung des Lokals durch einen neuen Betreiber.

## Bauwerk
Es handelt sich um einen Backsteinturm von runder, sich nach oben verjüngender Form. Der eigentliche Turm ohne den früheren Hochbehälter erreicht eine Höhe von 31 Metern, der Durchmesser liegt bei knapp neun Metern. Eine Gliederung erfährt der Turm durch eingearbeitetes Sandsteinmauerwerk. Das Portal ist hochwertig im Stil des Neoklassizismus gehalten. Der ursprünglich auf den Turm aufgesetzte polygonale Wasserbehälter aus Metall wurde bei der Sanierung entfernt und später durch einen neuen Kopf ersetzt. Das Bauwerk wurde von der hessischen Denkmalpflege aus „geschichtlichen, künstlerischen und technischen Gründen“ zum Kulturdenkmal erklärt.

## Umfeld
Im Umfeld des Turms befinden sich die Heinrich-von-Brentano-Schule, die Richard-Basting-Sportanlage, die Hochheimer Feuerwehr, das Hallenbad und die Astrid-Lindgren-Schule. Auf der Fläche einer ehemaligen Tennishalle sollen mit dem Neubauprojekt Christ’sche Höfe Wohneinheiten entstehen. Dieses Projekt ist ebenso in der Diskussion, wie ein geplantes Jugendhaus und die Umwandlung eines vorhandenen Wäldchens in einen Park. Die nach dem Turm benannte  Haltestelle Wasserturm des ÖPNV wird von der Buslinie 46 der ESWE bedient.